# Prêmio Smith
O Prêmio Smith (em inglês:  Smith's Prize) foi o nome de dois prêmios anuais para dois estudantes pesquisadores de física teórica, matemática e matemática aplicada da Universidade de Cambridge, Cambridge, Inglaterra.

## História
O Prêmio Smith foi criado pelo legado do matemático Robert Smith após sua morte em 1768, que deixou em seu testamento £ 3.500 em ações da Companhia dos Mares do Sul para a universidade. Anualmente dois ou mais estudantes de graduação (Bachelor of Arts) seriam premiados por trabalhos de grande progresso em matemática e filosofia natural, com recursos provenientes deste fundo. O prêmio foi concedido de 1769 a 1998, exceto em 1917.
De 1769 a 1885 o prêmio foi concedido para a melhor performance em uma série de exames. Em 1854 Sir George Gabriel Stokes incluiu no exame uma questão sobre um interessante resultado que William Thomson tinha lhe escrito, atualmente conhecido como teorema de Stokes. Thomas William Körner nota que

Um número reduzido de estudantes participava dos exames do Prêmio Smith no século XIX. Quando Karl Pearson participou do exame em 1879, os examinadores eram George Gabriel Stokes, James Clerk Maxwell, Arthur Cayley e Isaac Todhunter, e os examinados iam em cada ocasião à casa do examinador, escreviam de manhã um artigo, almoçavam então, e continuavam a trabalhar com o artigo de tarde.

Em 1885 o exame passou a ser denominado Part III, (atual Parte III do Mathematical Tripos) e o prêmio foi concedido para o melhor trabalho submetido, ao invés da performance no exame. De acordo com Barrow-Green

Ao promover um interesse no estudo da matemática aplicada, a competição contribuiu para o sucesso da física matemática em se tornar a marca registrada da matemática em Cambridge durante a segunda metade do século XIX.

No século XX a competição estimulou as pesquisas de pós-graduação em matemática, alavancando a carreira de graduados que almejavam uma carreira acadêmica. A maioria dos laureados tornou-se profissional de mátemática e física.
O Prêmio Rayleigh foi um prêmio adicional, concedido pela primeira vez em 1911. O Prêmio Smith e o Prêmio Rayleigh foram concedidos apenas para estudantes de pós-graduação graduados em Cambridge. O Prêmio J.T. Knight foi estabelecido em 1974 para graduados provenientes de outras universidades. Este prêmio celebra J.T. Knight (1942-1970), graduado em Glasgow e estudante de pós-graduação em Cambridge, que foi morto em um acidente automobilístico na Irlanda, em abril de 1970.

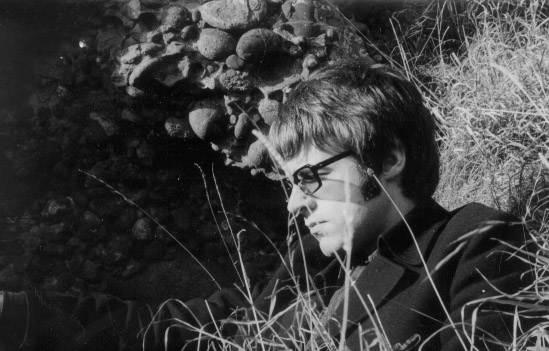
J.T. Knight

### Valor monetário dos prêmios
Quando concedido em 1769 o prêmio valia individualmente £ 25, e permaneceu com este valor durante um século. Em 1867 foi reduzido para £ 23, e em 1915 voltou a seu valor inicial. Na década de 1930 foi elevado a ca. £ 30 e na década de 1940 teve um acréscimo de 1 libra esterlina, valendo então £ 31. Em 1998 um Prêmio Smith tinha o valor de £ 250.
Em 2007 o valor dos três prêmio concedidos pelo fundo era aproximadamente de £ 175.000.

### Reorganização dos prêmios
Em 1998 o Prêmio Smith, Prêmio Rayleigh e Prêmio J. T. Knight foram fundidos no Prêmio Smith-Knight e Prêmio Rayleigh-Knight.

## Laureados com o Prêmio Smith

### Laureados com a performance no exame
- 1769 George Atwood, Thomas Parkinson
- 1770 William Smith, James Oldershaw
- 1771 Thomas Starkie, Roger Keddington
- 1772 George Pretyman Tomline, John Lane
- 1773 John Jelland Brundish, George Whitmore
- 1774 Isaac Milner, Humphrey Waring
- 1775 Samuel Vince, Henry William Coulthurst
- 1776 John Oldershaw, W. Wright
- 1777 David Owen, John Baynes
- 1778 William Farish, William Taylor
- 1779 Thomas Jones, Herbert Marsh
- 1780 St John Priest, William Frend
- 1781 T. Catton, Henry Ainslie
- 1782 James Wood, John Hailstone
- 1783 Francis Wollaston, Joseph Procter
- 1784 Robert Acklom Ingram, John Holden
- 1785 William Lax, John Dudley
- 1786 John Bell, George Hutchinson
- 1787 Joseph Littledale, Algernon Frampton
- 1788 John Brinkley, Edmund Outram
- 1789 William Millers, Joseph Bewsher
- 1790 Bewick Bridge, Francis Wrangham
- 1791 Daniel Mitford Peacock, William Gooch
- 1792 John Palmer, George Frederick Tavel
- 1793 Thomas Harrison, Thomas Strickland
- 1794 George Butler, John Singleton Copley
- 1795 Robert Woodhouse, William Atthill
- 1796 John Kempthorne, William Dealtry
- 1797 John Hudson, John Lowthian
- 1798 Thomas Sowerby, Robert Martin
- 1799 William Fuller Boteler, John Brown
- 1800 James Inman, George D’Oyley
- 1801 Henry Martin, William Woodall
- 1802 Thomas Penny White, John Grisdale
- 1803 Thomas Starkie, Charles James Hoare
- 1804 William Albin Garratt, John Kaye
- 1805 Samuel Hunter Christie, Thomas Turton Ð
- 1806 J. F. Pollock, Henry Walter
- 1807 Henry Gipps, John Carr
- 1808 Henry Bickersteth, Miles Bland
- 1809  Edward Hall Alderson, G. C. Gorham , John Standly
- 1810 William Henry Maule, Thomas Shaw Brandreth
- 1811 Thomas Edward Dicey, William French
- 1812 Cornelius Neale, Joseph William Jordan
- 1813 John Herschel, George Peacock
- 1814 Richard Gwatkin, Henry Wilkinson
- 1815 Charles George Frederick Leicester, Frederick Calvert
- 1816 Edward Jacob, William Whewell
- 1817 John Thomas Austen, Temple Chevallier
- 1818 John George Shaw-Lefevre, John Hind
- 1819 Joshua King, George Miles Cooper
- 1820 Henry Coddington, Charles Smith Bird
- 1821 Henry Melvill, Solomon Atkinson
- 1822 Hamnett Holditch, Mitford Peacock
- 1823 George Biddell Airy, Charles Jeffreys
- 1824 John Cowling, James Bowstead
- 1825 James Challis, W. Williamson
- 1826 William Law, William Henry Hanson
- 1827 Thomas Turner, Henry Percy Gordon
- 1828 Charles Perry, John Bailey
- 1829 William Cavendish, Henry Philpott
- 1830 Edward Horatio Steventon, James William Lucas Heaviside
- 1831 Samuel Earnshaw, Thomas Gaskin
- 1832 Douglas Denon Heath, Samuel Laing
- 1833 Alexander Ellice, Joseph Bowstead
- 1834 Philip Kelland, Thomas Rawson Birks
- 1835 Henry Cotterill, Henry Goulburn
- 1836 Archibald Smith, John William Colenso
- 1837 William Nathaniel Griffin, Edward Brumell
- 1838 Thomas John Main, James George Mould
- 1839 Percival Frost, Benjamin Morgan Cowie
- 1841 George Gabriel Stokes
- 1842 Arthur Cayley
- 1843 John Couch Adams[5]
- 1845 William Thomson e Stephen Parkinson
- 1848 Isaac Todhunter[6] e Alfred Barry
- 1852 Peter Guthrie Tait e Steele[7]
- 1853 Thomas Bond Sprague e Robert Braithwaite Batty
- 1854 James Clerk Maxwell e Edward John Routh[8]
- 1860 James Stirling
- 1861 Edwin Abbott Abbott
- 1863 Robert Romer
- 1865 John William Strutt
- 1868 John Fletcher Moulton e George Howard Darwin
- 1869 Numa Edward Hartog (second)
- 1870 Alfred George Greenhill e Richard Pendlebury
- 1872 Horace Lamb
- 1874 W. W. Rouse Ball
- 1875 William Burnside (first ) e George Chrystal (second)
- 1878 John Edward Aloysius Steggall
- 1880 Joseph Larmor e Joseph John Thomson

### Laureado por ensaio
- 1886 Robert Franklin Muirhead
- 1888 Alfred Dixon
- 1889 Henry Frederick Baker
- 1891 Hector Munro Macdonald[9] e Ralph Allen Sampson
- 1897 Edmund Taylor Whittaker
- 1898 Ernest Barnes e Richard Cockburn Maclaurin
- 1901 Godfrey Harold Hardy e James Hopwood Jeans[10] (equal)
- 1904 Ebenezer Cunningham[11]
- 1905 Harry Bateman[12]
- 1907 Arthur Stanley Eddington
- 1908 John Edensor Littlewood e James Mercer[13]
- 1909 Herbert Westren Turnbull[14] e George Neville Watson
- 1910 William Edward Hodgson Berwick[15]
- 1911 George Henry Livens[16]
- 1912 E.H. Neville, Louis Mordell[17]
- 1913 Sydney Chapman[18]
- 1918 Edward Lindsay Ince,[19] K.A. Rau.
- 1921 Albert Ingham[20] e William Michael Herbert Greaves
- 1922 Edward Arthur Milne[21]
- 1923 John Charles Burkill[22]
- 1925 Llewellyn Thomas
- 1927 Sydney Goldstein
- 1929 John Macnaghten Whittaker[23]
- 1930 John Arthur Todd[24] e Raymond Paley
- 1931 Harold Scott MacDonald Coxeter[25]
- 1936 Alan Turing e Albert Edward Green
- 1937 E.R. Love e  H.R. Pitt
- 1938 Fred Hoyle
- 1939  T.A. .Easterfield e HNV Temperley
- 1940 Irving John Good e R. E. Macpherson
- 1949 Derek Taunt
- 1950 Abdus Salam e Colin Brian Haselgrove
- 1960 Keith Moffatt
- 1962 Jayant Narlikar, John Kingman[26]
- 1967 Stephen Watson[27]
- 1971 Douglas C. Heggie
- 1972 Brian Kennett[28] e Andrew Ranicki[29]
- 1975 Brian David Ripley
- 1976 Roger Heath-Brown e Bernard Silverman
- 1988 Andrew W Woods[30]
- 1994 Group 1: G.J. McCaughan. Group 2: P.A. Shah, S.M. Tobias. Group 3: R.A. Battye, D.R.D. Scott.
- 1996 Gordon Ian Ogilvie[31]
- 1998 S. M. Blanchflower, A. E. Holroyd, M. J. Walters, J. A. Dee, B. Szendroi e Damon J. Wischik[32]

## Laureados com o Prêmio Rayleigh
- 1913 Ralph Howard Fowler[33]
- 1923 Edward Collingwood
- 1927 William McCrea[34]
- 1930 Harold Davenport[35]
- 1937 David Stanley Evans[36]
- 1951 Gabriel Andrew Dirac[37]
- 1980 David Benson[38]
- 1982 Susan Stepney[39]
- 1994 Group 4: J.D. King, A.P. Martin. Group 5: K.M. Croudace, J.R. Elliot.
- 1998 P. Bolchover, O. T. Johnson, R. W. Verrill, R. Bhattacharyya, U. A. Salam, S. A. Wright e T. J. Hunt

## Laureados com o Prêmio J. T. Knight
- 1974 Cameron Leigh Stewart[40] Allan J. Clarke
- 1975 Frank Kelly[41] e Ian Sobey
- 1977 Gerard Murphy
- 1981 Bruce Allen e Philip K. Pollett
- 1983 Ya-xiang Yuan
- 1985 Reinhard Diestel
- 1988 Somak Raychaudhury
- 1990 Darryn W. Waugh
- 1991 Renzo L. Ricca
- 1992 Grant Lythe, Christophe Pichon
- 1993 Anastasios Christou Petkou
- 1994 Group 1: M. Gaberdiel, Y. Liu. Group 3: H.A. Chamblin. Group 4: P.P. Avelino, S.G. Lack, A.L. Sydenham. Group 5: S. Keras, U. Meyer, G.M. Pritchard, H. Ramanathan, K. Strobl. Group 6: A.O. Bender, V. Toledano Laredo.
- 1996 Conor Houghton, Thomas Manke
- 1997 Arno Schindlmayr
- 1998 A. Bejancu, G. M. Keith, J. Sawon, D. R. Brecher, T. S. H. Leinster, S. Slijepcevic, K. K. Damodaran, A. R. Mohebalhojeh, C. T. Snydal, F. De Rooij, O. Pikhurko, David K. H. Tan, P. R. Hiemer, T. Prestidge, F. Wagner, Viet Ha Hoàng, A. W. Rempel e Jium-Huei Proty Wu

## Laureados com o Prêmio Smith-Knight
- 1999 D. W. Essex, H. S. Reall, A. Saikia, A. C. Faul, Duncan C. Richer, M. J. Vartiainen, T. A. Fisher, J. Rosenzweig, J. Wierzba e J. B. Gutowski[42][43]
- 2001 Ben Joseph Green, T A. Mennim, A. Mijatovic, F. A. Dolan, Paul D. Metcalfe e S. R. Tod
- 2002 Konstantin Ardakov,[44] Edward Crane[45] e Simon Wadsley[46]
- 2004 Neil Roxburgh[47]
- 2008 Miguel Paulos
- 2009 Olga Goulko
- 2010 Miguel Custódio
- 2011 Ioan Manolescu

## Laureados com o Prêmio Rayleigh–Knight
- 1999 C. D. Bloor, R. Oeckl, J. Y. Whiston, Y-C. Chen, P. L. Rendon, C. Wunderer, J. H. P. Dawes, D. M. Rodgers, H-M. Gutmann e A. N. Ross
- 2001 A. F. R. Bain, S. Khan, S. Schafer-Nameki, N. R. Farr, J. Niesen, J. H. Siggers, M. Fayers, D. Oriti, M. J. Tildesley, J. R. Gair, M. R. E. H. Pickles, A. J. Tolley, S. R. Hodges, R. Portugues, C. Voll, M. Kampp, P. J. P. Roche e B. M. J. B. Walker[48]
- 2004 Oliver Rinne
- 2005 Guillaume Pierre Bascoul e Giuseppe Di Graziano
- 2006 Richard Wilkinson[49]
- 2007 Anders Hansen[50] e Vladimir Lazić